# 亚尔莫·迈基塔洛
亚尔莫·迈基塔洛（芬蘭語：Jarmo Mäkitalo，1960年10月8日—），芬兰男子冰球运动员。他曾代表芬兰参加1980年和1984年冬季奥林匹克运动会冰球比赛，分别获得第四名和第六名。